# Radio Nacional de la Republica Árabe Saharaui Democrática
Radio Nacional de la Republica Árabe Saharaui Democrática ou Radio Nacional de la R.A.S.D. est une station de radio à diffusion internationale du gouvernement en exil de la République arabe sahraouie démocratique, qui revendique l'indépendance du Sahara occidental. Elle commence ses émissions le 28 décembre 1975. 

## Présentation
Elle diffuse en arabe et en espagnol grâce aux ondes moyennes et aux ondes courtes, ainsi que par Internet (depuis le début de 2006). Par les ondes elle vise le Sahara occidental et vise par Internet le reste du monde. Il n'y a pas de certitude quant à l'emplacement de l'émetteur, mais il semble résider à Tindouf. Enfin la station dispose d'une boîte postale à Alger, signe du soutien algérien aux indépendantistes sahraouis. 